# Cidaris (zee-egel)
Cidaris is een geslacht van zee-egels uit de familie Cidaridae, dat fossiel bekend is vanaf het Laat-Carboon en waarvan nog diverse recente soorten bestaan. De geldige wetenschappelijke naam van het geslacht werd in 1778 gepubliceerd door Nathanael Gottfried Leske.

## Beschrijving
Cidaris zijn gewone zee-egels met een diameter van circa 7,5 centimeter, die over het algemeen in diepe wateren leven. Hun lichaam is middelgroot, maar hun pennen zijn erg lang, dik en solide, zoals vaak in deze familie. Hun schaal (de 'test') is rond en tamelijk gereduceerd, bestaat uit dikke gelaste platen, die elk twee poriën met aquifer hebben en een grote geperforeerde knol om de radiolen (de schachten) te implanteren. Deze zijn bijzonder lang, dik en robuust en hun lengte overschrijdt vaak de diameter van de test. De primaire radiolen zijn dik, solide en hun uiteinden zijn niet scherp: ze worden ook gebruikt voor voortbeweging. Hun nek is kort. Weinigen in aantal onthullen de bijna naakte test. Secundaire radiolen, veel kleiner, in de vorm van kleine langwerpige schubben, beschermen het lichaam door tegen de test en de basis van de primaire radiolen te worden gedrukt. De kaak ('Aristoteles-lantaarn') heeft vijf tanden in een goot (aulodontisch type) 2. De apicale schijf is groot en beslaat bijna de helft van de diameter van de test. Het is in het algemeen monocyclisch, met isometrische en uniform gegranuleerde genitale plaques. De interambulacres omvatten tussen zes en negen platen per serie, met primaire knollen geperforeerd en niet gekarteld. De tepelhoven zijn cirkelvormig en ingesneden, met afzonderlijke scrobische cirkels (behalve op het aborale deel). De scrobische knollen zijn gedifferentieerd en de extrascrobische gebieden zijn klein, dicht bedekt met secundaire knollen. De hechtingen zijn niet in reliëf. De ambulacrums zijn enigszins bochtig, met paren niet-geconjugeerde maar verzonken poriën. De peristome is kleiner dan de apicale disc3.
De term Cidaris komt van het Griekse Kidaris, de naam die de oude Grieken gaven aan het hoofddeksel dat door de Perzische koningen werd gedragen. Soorten van dit geslacht komen voornamelijk voor in de Atlantische Oceaan en de Middellandse Zee, waar het vrij recent lijkt te zijn verschenen (vergeleken met andere groepen van deze orde) 3. Dit geslacht is het geslachtstype familie en orde.

## Soorten
Recent
- Cidaris abyssicola (A. Agassiz, 1869)
- Cidaris blakei (A. Agassiz, 1878)
- Cidaris cidaris (Linnaeus, 1758)
- Cidaris mabahissae Mortensen, 1939
- Cidaris nuda (Mortensen, 1903)
- Cidaris rugosa (H.L. Clark, 1907)

Uitgestorven
- Cidaris aculeata Leonardi & Lovo, 1950 †
- Cidaris aculeata Martin, in Jeannet & Martin, 1937 †
- Cidaris anellatus De Gregorio, 1930b †
- Cidaris assulaeformis Malaroda, 1951 †
- Cidaris bitauniensis Wanner, 1941 †
- Cidaris cojimarensis Lambert & Sánchez Roig, in Sánchez Roig, 1926 †
- Cidaris crenulata Leonardi & Lovo, 1950 †
- Cidaris dorsata †
- Cidaris dubaleni Castex, 1930 †
- Cidaris duncani Socin, 1942 †
- Cidaris ecki Assmann, 1925 †
- Cidaris enissalensis Weber, 1934 †
- Cidaris gilletae Lambert, 1927b †
- Cidaris gymnozona Arnold & H. L. Clark, 1927 †
- Cidaris hemispinosa Lambert, 1933d †
- Cidaris isnardi Lambert, 1924a †
- Cidaris jonkeri Wanner, 1941 †
- Cidaris longispina Assmann, 1937 †
- Cidaris magna Leonardi & Lovo, 1950 †
- Cidaris mahafalensis Besairie, 1930 †
- Cidaris majungensis Lambert, 1933a †
- Cidaris meslei Lambert, 1931c †
- Cidaris mirandus De Gregorio, 1930b †
- Cidaris mullerriedi Lambert, 1935c †
- Cidaris pelettensis Castex, 1930 †
- Cidaris percostatus De Gregorio, 1930b †
- Cidaris pusilla Leonardi & Lovo, 1950 †
- Cidaris pyramidalis Leonardi & Lovo, 1950 †
- Cidaris raibliana †
- Cidaris remifera Assmann, 1937 †
- Cidaris scrobiculata †
- Cidaris sigillum Lambert, 1931c †
- Cidaris slaulinensis Leonardi & Lovo, 1950 †
- Cidaris theodosiae Weber, 1934 †
- Cidaris trigona †
- Cidaris tuberculinus De Gregorio, 1930b †
- Cidaris vepres Lambert, 1931c †
- Cidaris zardinii Leonardi & Lovo, 1950 †

Uitgestorven soorten of namen die synoniemen zijn geworden
- †Cidaris aculeata
- †Cidaris aialensis
- †Cidaris alpina
- †Cidaris alternata
- †Cidaris austriaca
- †Cidaris avena
- †Cidaris biconica
- †Cidaris biformis
- †Cidaris braunii
- †Cidaris buchii
- †Cidaris caudex
- †Cidaris cingulata
- †Cidaris coralliophila
- †Cidaris costalarensis
- †Cidaris costata
- †Cidaris costeanensis
- †Cidaris decorata
- †Cidaris decoratissima
- †Cidaris dorsata
- †Cidaris ecki
- †Cidaris elegans Munster, 1826 Jurassique - France
- †Cidaris elegans Agassiz, 1879, synoniem van de Histocidaris elegans
- †Cidaris forminensis
- †Cidaris fustis
- †Cidaris glabra
- †Cidaris hausmanni
- †Cidaris lanceata
- †Cidaris linearis
- †Cidaris milierensis
- †Cidaris ovata
- †Cidaris perplexa
- †Cidaris petersii
- †Cidaris plana
- †Cidaris pyramidalis
- †Cidaris quadrialata
- †Cidaris quadriserrata
- †Cidaris regnyi
- †Cidaris remifera
- †Cidaris remifera
- †Cidaris reticulata
- †Cidaris schwageri
- †Cidaris scrobiculata
- †Cidaris seelandica
- †Cidaris semicostata
- †Cidaris similis
- †Cidaris spinachristi
- †Cidaris spongiosa
- †Cidaris stipes
- †Cidaris stoppanii
- †Cidaris sulcata
- †Cidaris tenuicostata
- †Cidaris tetraedrica
- †Cidaris transversa
- †Cidaris trapezoidalis
- †Cidaris trigona
- †Cidaris triserrata
- †Cidaris undulatus
- †Cidaris valparolae
- †Cidaris verticillata
- †Cidaris verticillata
- †Cidaris waechteri
- †Cidaris wissmanni
- †Cidaris zardini

## Synoniemen
- Dorocidaris A. Agassiz, 1869[4]
- Orthocidaris A. Agassiz, 1863 non Cotteau, 1862